# 東根市
東根市（日语：／ Higashine shi */?）是位於日本山形縣中部的城市，全市地處村山盆地内。因山形新幹線、東北自動車道與國道13號等皆通過市內，且境內設有山形機場，使當地成為山形縣内重要的交通樞紐。此外，東根市的櫻桃產量在日本國內的市町村排名第一，有「果樹王國」之稱。當地也是佐藤錦櫻桃的發源地。

## 地理
東根市境內約64.5%的面積被森林覆蓋。轄區地處在村山盆地的北部，白水川、村山野川與亂川流經市內，並在西部地區形成沖積扇。由於東根市被奧羽山脈和朝日山地包圍，因此具有明顯的內陸性氣候特徵。根據統計。2021年東根市的年均溫為12.2℃，年降雨量則為1051.5毫米。

## 歷史
「東根」此一地名最早的紀錄源自於觀應3年 (1352年) 足利尊氏的文書，其中記載足利尊氏將出羽國小田島莊的東根孫五郎跡捐贈給鎌倉的寶戒寺。當地的歷史相當悠久，在市內曾發現許多繩紋時代的遺址。鎌倉時代，東根市周邊由中條氏統治 (後來的小田島氏)。平安時代，幕府在現今的村山市内建立小田島莊園。南北朝時代，據說來自鎌倉的南朝武將小田島長義統治東根地區在內的村山郡，並於正平2年 (1347年) 在當地興建小田島城 (東根城)。戰國時代的天正12年 (1584年），最上義光攻下天童城後，境內的東根城被封給里見景佐。里見氏統治東根期間在當地整修東根城，為當地的發展奠定基礎。

## 交通

### 鐵路
境內有JR東日本的山形新幹線和奧羽本線通過。
- 東日本旅客鐵道
  - 奧羽本線: 神町站 - 櫻桃東根站 - 東根站

### 道路
- 高速公路
  - 東北中央自動車道
- 一般國道
  - 國道13號
  - 國道48號
  - 國道287號